# Tom & Viv
Tom & Viv es una película dramática histórica de 1994 dirigida por Brian Gilbert , basada en la obra de 1984 del mismo nombre del dramaturgo británico Michael Hastings sobre la vida amorosa temprana del poeta estadounidense T. S. Eliot. La película está protagonizada por Willem Dafoe y Miranda Richardson.

## Sinopsis
La película cuenta la historia de la relación entre T. S. Eliot y su primera esposa, Vivienne Haigh-Wood Eliot . Se casaron en 1915 después de un breve cortejo, y aunque se separaron en 1933, nunca se divorciaron.

## Reparto
- Willem Dafoe como T. S. Eliot
- Miranda Richardson como Vivienne Haigh-Wood Eliot.
- Rosemary Harris como Rose Robinson Haigh-Wood.
- Tim Dutton como Maurice Haigh-Wood.
- Nickolas Grace como Bertrand Russell.
- Geoffrey Bayldon como Harwent.
- Clare Holman como Louise Purdon.
- Philip Locke como Charles Haigh-Wood.
- Joanna McCallum como Virginia Woolf.
- Joseph O'Conor como Bishop of Oxford.
- John Savident como Sir Frederick Lamb.
- Michael Attwell como W. I. Janes
- Sharon Bower como la secretaria.
- Linda Spurrier como Edith Sitwell.
- Roberta Taylor como Ottoline Morrell.
- Christopher Baines como Verger.

## Recepción

### Crítica
La película recibió críticas mixtas, con una calificación de 'podrido' del 33% en Rotten Tomatoes. Owen Gleiberman de Entertainment Weekly elogió las actuaciones, pero le dio a la película un B-, diciendo '[es] el tipo de mojado, de buen gusto, aquí hay algunas verrugas desagradables para masticar biografía que plantea tantas preguntas dramáticas como respuestas ". Derek Elley, de Variety, admiraba las aspiraciones artísticas y los valores de producción de la película, pero la calificó como "una historia de amor generosa pero excesivamente almidonada que alcanza influencia real solo en el carrete final".

### Premios
A pesar de la recepción, la película fue nominada a los Premios Oscar en las categorías Mejor actriz en un papel principal (Miranda Richardson) y Mejor actriz en un papel secundario (Rosemary Harris).